# Pelota paleta

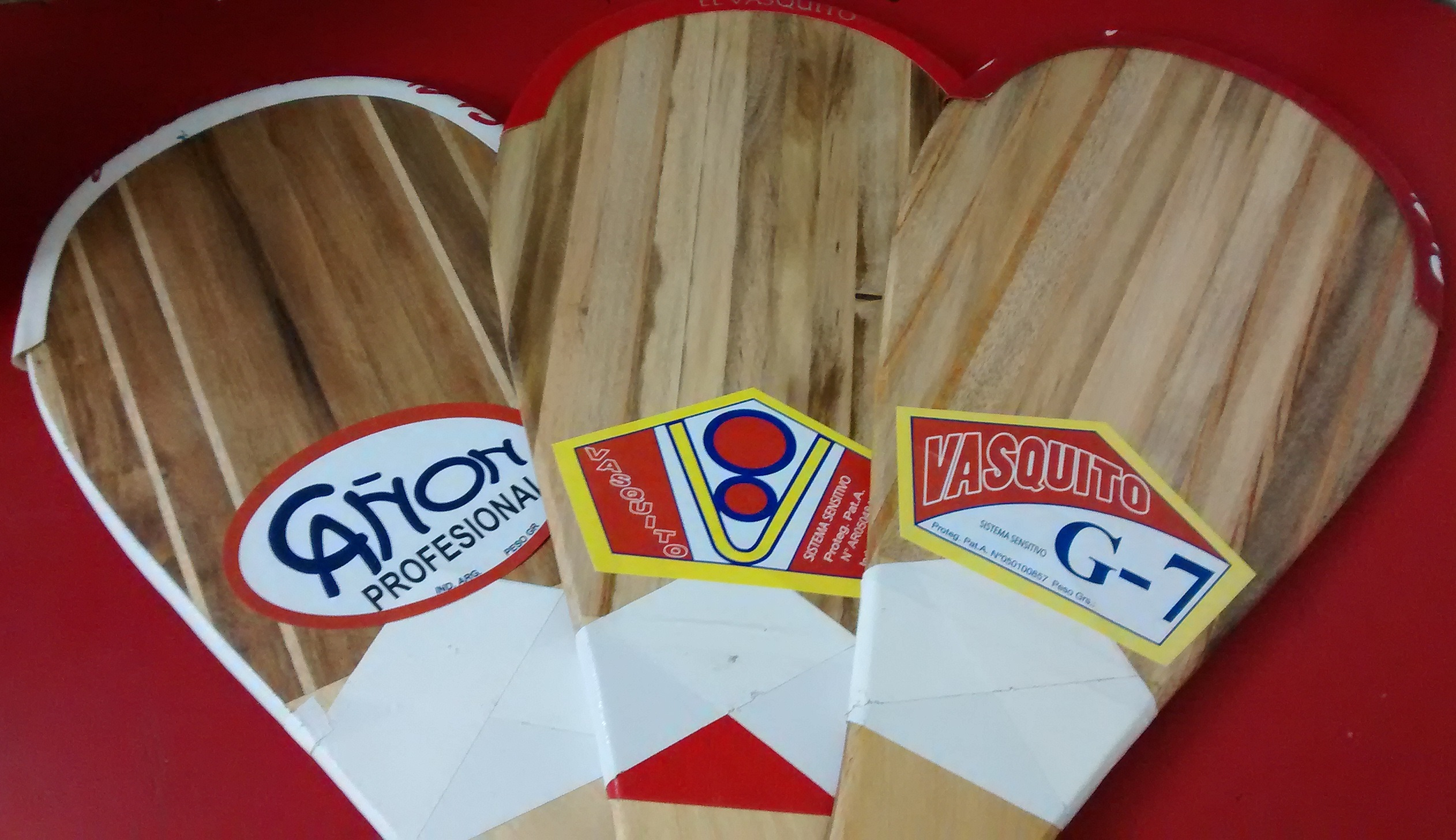
Paleta argentina multilaminada, pala característica de la pelota paleta.

La pelota a paleta, pelota goma, paleta argentina o simplemente paleta es una especialidad de origen argentino, del juego de pelota vasca que se caracteriza por utilizar una pala de madera para golpear la pelota, llamada paleta, que tiene la forma estilizada de una paleta vacuna. La Federación Internacional de Pelota Vasca (FIPV) utiliza el término "especialidad" para referirse a varios tipos de juegos de pelota vasca con características distintas y "modalidad" para referirse al tipo de cancha donde se juega. Existen 4 modalidades y 14 especialidades.
Las cuatro modalidades son: trinquete (cancha cerrada), frontón de 30 metros, frontón de 36 metros y frontón de 54 metros (frontón = cancha abierta). Dentro de esas modalidades, la FIPV reconoce 14 especialidades oficiales, de las cuales solo en dos está contemplada la competición femenina.     
- Trinquete: se juega a paleta con pelota de goma (hombres y mujeres), a paleta con pelota de cuero, a mano (individual y por parejas) y a xare (o share).
- Frontón 36 m (también llamado frontón corto o pared izquierda): se juega a pala corta, paleta con pelota de cuero y mano (individual y por parejas).
- Frontón 30 m: se juega a frontenis (hombres y mujeres) y paleta con pelota de goma.
- Frontón 54 m (también llamado frontón largo o Jai Alai): se juega a cesta punta.

La especialidad de paleta con pelota de goma neumática es una forma de la pelota vasca originada en la Argentina a comienzos del siglo XX, de práctica generalizada en ese país. La utilización de la paleta se debió a que, por las características esencialmente ganaderas de ese país, se utilizó originalmente, como pala, la paleta u omóplato proveniente de los osarios del ganado vacuno.
Su invención se le atribuye unánimemente en la Argentina a Gabriel Martirén, el Sardina, un inmigrante de origen vasco francés, radicado inicialmente en Burzaco, donde instaló un tambo lechero y dio origen a la pelota paleta en 1905, para mudarse luego a Diego de Alvear, provincia de Santa Fe. Martirén instaló "canchas" o frontones donde se practicó la pelota paleta con amplia difusión entre los gauchos que trabajaban en la lechería. Durante varios años en la Argentina se disputó la Copa Gabriel Martirén de pelota paleta, en memoria de quien es considerado su inventor.
En Irún se le ha atribuido la invención a Francisco Marticorena, un inmigrante de origen vasco español, oriundo de Irún, quien se radicó en Buenos Aires, donde habría dado origen a la paleta en 1915.

## Origen

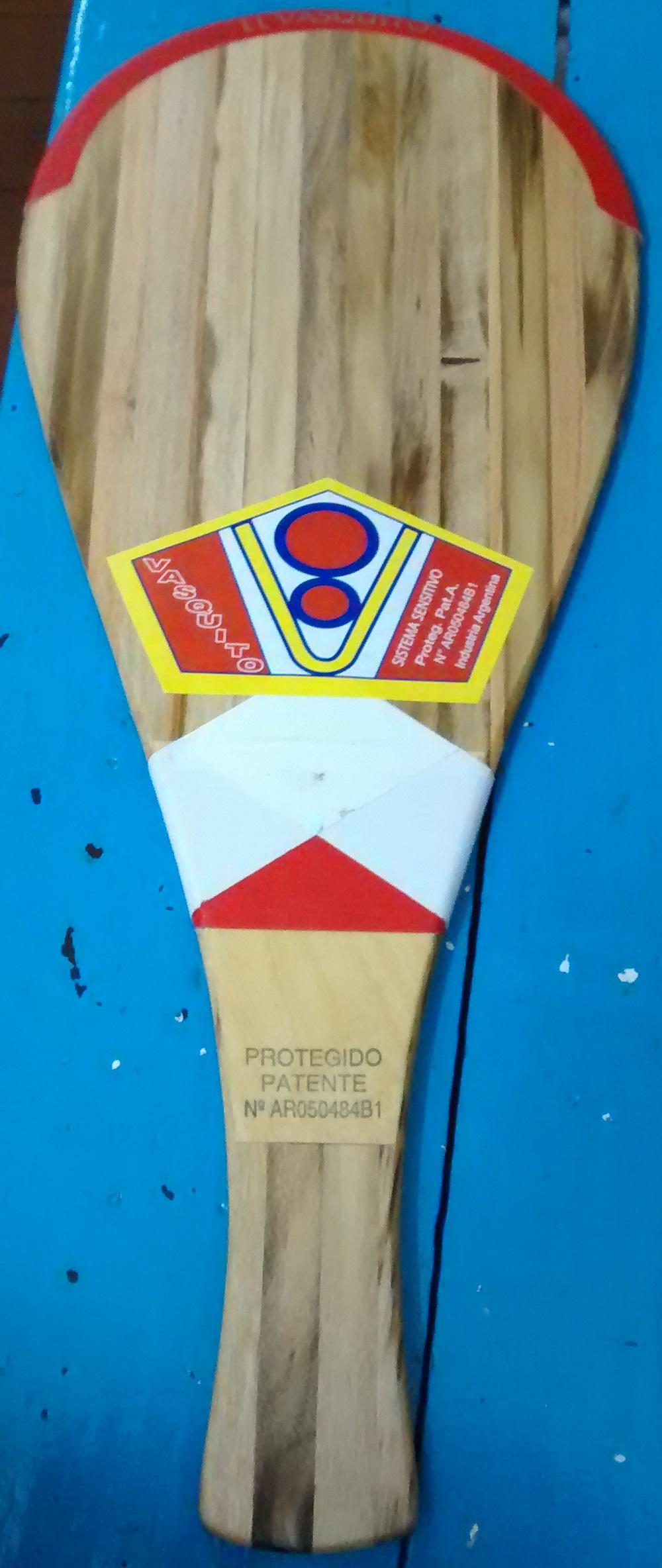
Paleta argentina Vasquito modelo V8.

En Argentina es unánime la atribución de la invención de la pelota paleta a Gabriel Martirén, alias "Sardina". La versión ha sido documentada por el famoso pelotari argentino Aarón Sehter, quien entrevistó al propio hijo de Gabriel Martirén, examinó las paletas originales realizadas con paletas auténticas extraídas del hueso vacuno, así como antiguas fotografías de Martirén con paletas en su mano y la tumba del mismo, en Santa Fe, donde se inscribió la leyenda:

"A la memoria de Don GABRIEL MARTIREN, inventor de la pelota a paleta".

Durante varios años se disputó la Copa Gabriel Martirén entre la Unión Argentina de Pelota (cancha abierta) y la Federación Argentina (cancha cerrada).
Siguiendo la investigación de Sehter, Gabriel Martirén era un inmigrante de origen vasco francés, nacido en el cantón de Saint-Étienne-de-Baïgorry, conocido por su sobrenombre de Sardina, que poseía un tambo lechero en la localidad de Burzaco, por entonces una localidad rural cercana a Buenos Aires, integrada en la actualidad a la mancha urbana de la capital de Argentina. En algunos casos se menciona erróneamente que Martirén vivía en Florencio Varela.
En 1905, Martirén comenzó a utilizar como pala la paleta vacuna, moldeando y puliendo el hueso a tal fin. Poco después, el vasco Sardina, como era conocido, reemplazó el hueso por la madera, pero manteniendo la forma, tomándola inicialmente de los cajones de cerveza. Simultáneamente Martirén instaló una cancha de pelota en Burzaco, en una fonda propiedad de su compadre Pedro Legris, donde se jugó el primer partido de pelota paleta. Actualmente el lugar es un negocio de artículos del hogar, en el que estuvo en exhibición una placa señalando el hecho.
Inicialmente el juego se realizaba con pelotas de tenis a las que se les quitaba la capa exterior de felpa. Con posterioridad la pelota fue reemplazada por una pelota de caucho negro duro, conocida popularmente como "la negrita". 
En Irún, existe también una versión minoritaria que le atribuye la invención de la paleta a Francisco Marticorena en 1915, un inmigrante de origen vasco español, nacido en Irún, que se habría radicado en Buenos Aires.

## Modalidades y disciplinas
La pelota paleta se juega con pelota de cuero o con pelota de goma.

### Paleta goma

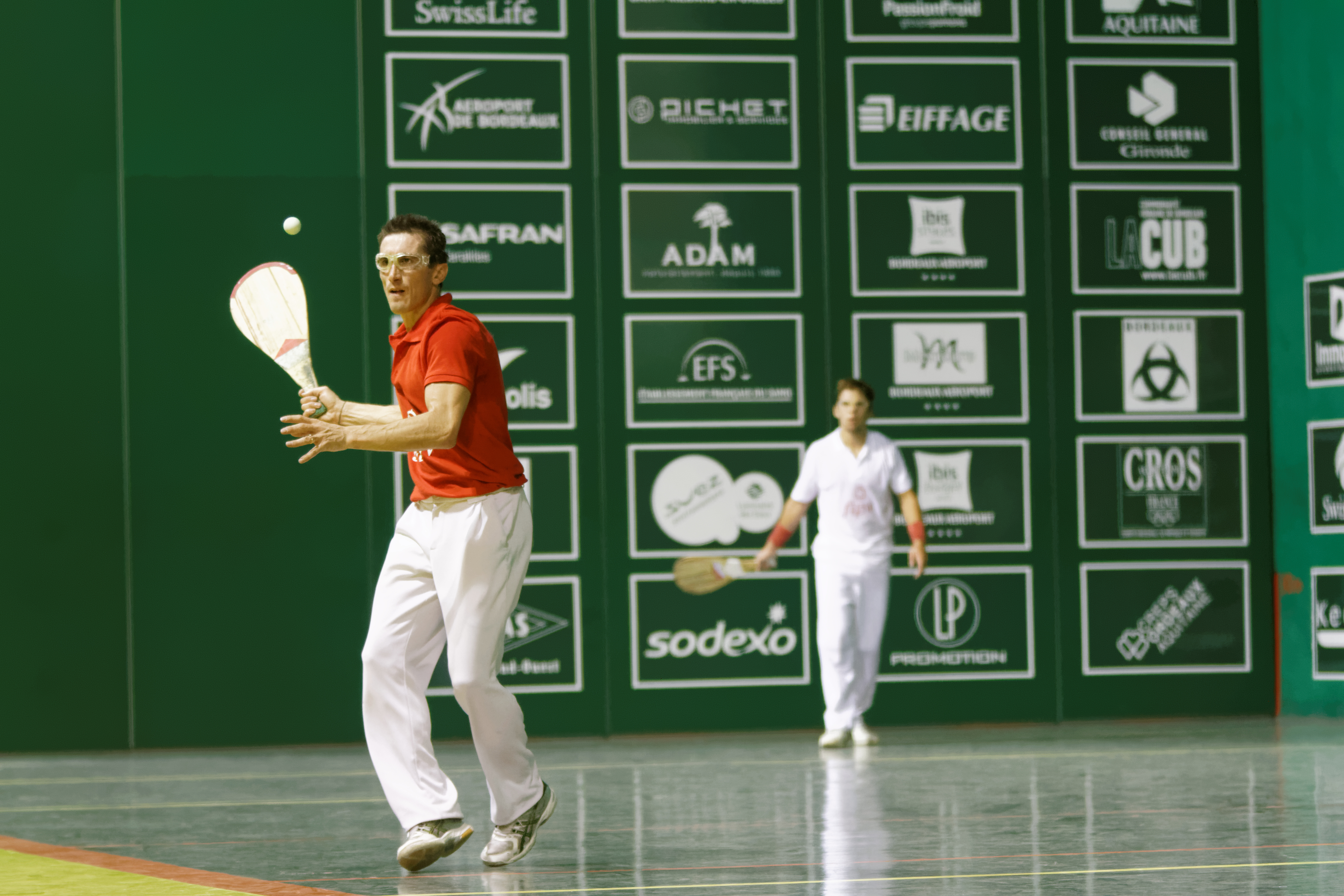
Paleta goma.

Cuando se juega con pelota de goma, la pelota vasca se denomina paleta goma. La pelota paleta utilizó pelota de goma desde su origen mismo, recurriendo primero al cuerpo de caucho interno que poseen las pelotas de tenis, y luego específicamente a una pelota de caucho duro y negro, conocida popularmente como "la negrita".
Cabe aclarar que esta pelota no es hueca, sino que en su núcleo interior habita una pequeña cantidad de un gas especial, el cual al hacer presión contra las paredes internas de la pelota le otorga el gran "pique" (bote) y la velocidad característica de esta especialidad de Pelota.
La paleta goma se juega en frontón de 30 metros y trinquete, y en este último caso reconoce competición masculina y femenina. La competencia femenina de paleta goma en trinquete, es una de las dos que reconoce la FIPV, siendo la otra el frontenis.
De este modo la paleta goma se juega en dos modalidades:
- Frontón 30 metros.
- Trinquete (masculino y femenino).

### Paleta cuero

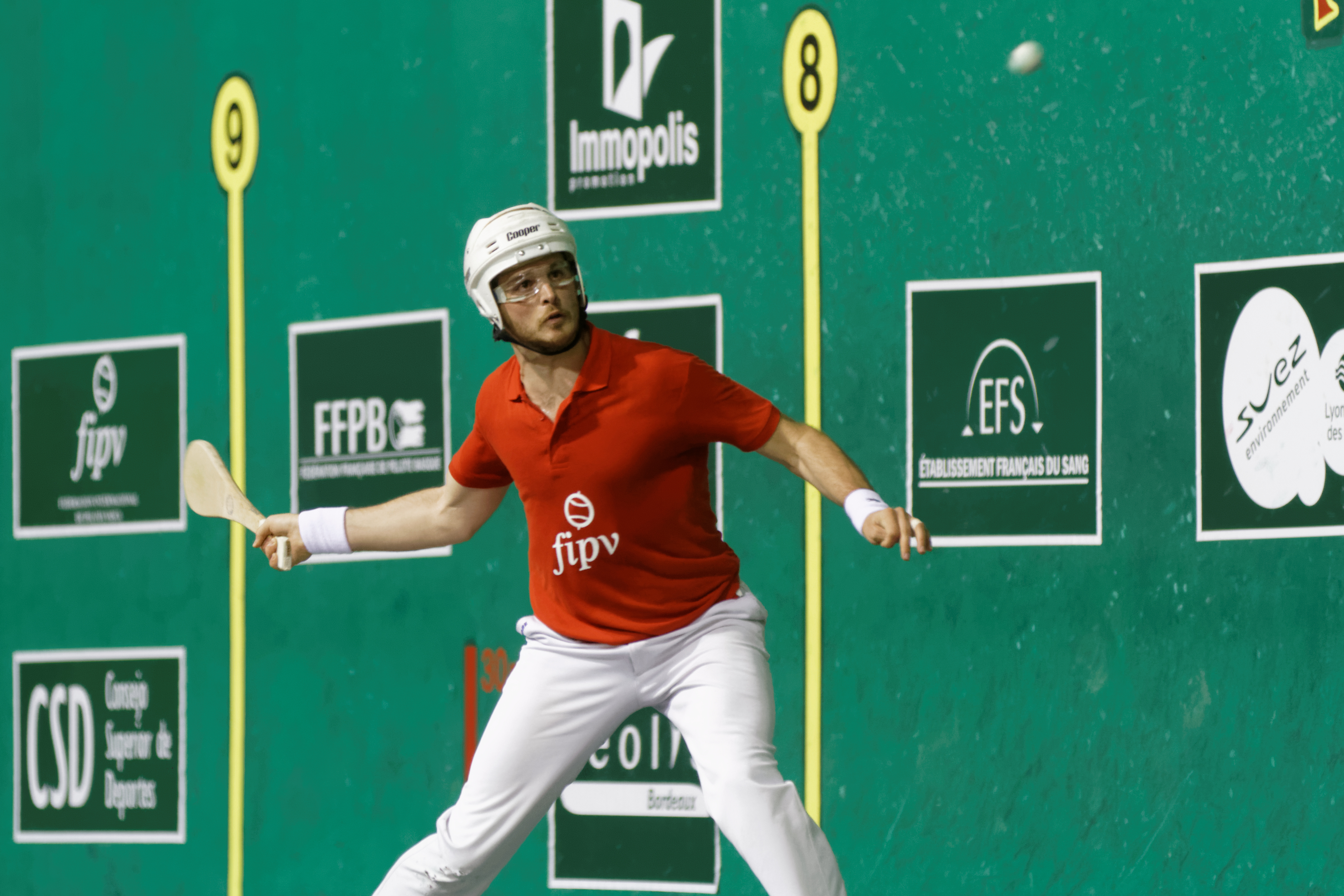
Paleta cuero.

Cuando la pelota paleta se juega con pelota de cuero, la pelota vasca se denomina paleta cuero, y se juega en frontón de 36 metros y trinquete. Esta variedad también es conocida coloquialmente como paleta española o palita ya que se utilizan este tipo de paletas que no son fabricadas en Argentina.
De este modo la paleta cuero se juega en dos modalidades:
- Frontón 36 metros.
- Trinquete.

## Campeones
La Federación Internacional de Pelota Vasca organiza Copas Mundiales por modalidad, según se jueguen en frontón de 30m, frontón de 36m, trinquete o frontón 56m (cesta punta), reservados para pelotaris aficionados.
También organiza desde 1952 el Campeonato del Mundo de Pelota Vasca, también reservados para pelotaris aficionados. De las seis disciplinas de la pelota paleta, el 1º Campeonato Mundial celebrado en San Sebastián 1952, incluyó la paleta cuero en frontón corto y la paleta cuero en trinquete. En el 2º Campeonato Mundial, realizado en Montevideo en 1955, se agregaron la paleta goma en frontón 30m y la paleta goma en trinquete, solo masculina. En el Mundial de San Juan de Luz de 1994 se incorporó la quinta disciplina de la pelota paleta, la paleta goma en trinquete femenina. En el Mundial de Zinacantepec de 2014, se incluyó la sexta disciplina, la pelota goma en frontón de 30m.
Los campeones mundiales de las cinco disciplinas de la pelota paleta han sido:
| Campeones de pelota paleta en Campeonatos Mundiales de pelota vasca  | Campeones de pelota paleta en Campeonatos Mundiales de pelota vasca | Campeones de pelota paleta en Campeonatos Mundiales de pelota vasca | Campeones de pelota paleta en Campeonatos Mundiales de pelota vasca | Campeones de pelota paleta en Campeonatos Mundiales de pelota vasca |
| Campeonato Mundial                                                   | Modalidad                                                           | Disciplina                                                          | Campeones                                                           | País                                                                |
| -------------------------------------------------------------------- | ------------------------------------------------------------------- | ------------------------------------------------------------------- | ------------------------------------------------------------------- | ------------------------------------------------------------------- |
| 1º San Sebastián 1952                                                | Frontón corto                                                       | paleta cuero                                                        | Santos Belluzzo - Adrián Abadía                                     | Argentina                                                           |
| 1º San Sebastián 1952                                                | Trinquete                                                           | paleta cuero                                                        | Pedro Etcheverry - Jaime Díaz                                       | Argentina                                                           |
| 2º Montevideo 1955                                                   | Frontón corto                                                       | paleta cuero                                                        | V. Sola - S. Aristi                                                 | España                                                              |
| 2º Montevideo 1955                                                   | Trinquete                                                           | paleta cuero                                                        | Juan Labat - Waldemar Arrinda                                       | Argentina                                                           |
| 2º Montevideo 1955                                                   | Frontón 30m                                                         | paleta goma                                                         | Juan Labat - Waldemar Arrinda                                       | Argentina                                                           |
| 2º Montevideo 1955                                                   | Trinquete                                                           | paleta goma masculina                                               | Roberto Novoa - Antonio Dellacasagrande                             | Argentina                                                           |
| 3º Biarritz 1958                                                     | Frontón corto                                                       | paleta cuero                                                        | P. Bareits - P. Clairacq                                            | Francia                                                             |
| 3º Biarritz 1958                                                     | Trinquete                                                           | paleta cuero                                                        | P. Bareits - P. Clairacq                                            | Francia                                                             |
| 3º Biarritz 1958                                                     | Frontón 30m                                                         | paleta goma                                                         | Aarón Sehter - Manuel González                                      | Argentina                                                           |
| 3º Biarritz 1958                                                     | Trinquete                                                           | paleta goma masculina                                               | Arnaldo Olite - Antonio Dellacasagrande                             | Argentina                                                           |
| 4º Pamplona 1962                                                     | Frontón corto                                                       | paleta cuero                                                        | P. Bareits - P. Clairacq                                            | Francia                                                             |
| 4º Pamplona 1962                                                     | Trinquete                                                           | paleta cuero                                                        | Aarón Sehter - Juan Labat                                           | Argentina                                                           |
| 4º Pamplona 1962                                                     | Frontón 30m                                                         | paleta goma                                                         | Aarón Sehter - Rodolfo Ibarra                                       | Argentina                                                           |
| 4º Pamplona 1962                                                     | Trinquete                                                           | paleta goma masculina                                               | Aarón Sehter - Rodolfo Ibarra                                       | Argentina                                                           |
| 5º Montevideo 1966                                                   | Frontón corto                                                       | paleta cuero                                                        | P. Bareits - B. Bareits                                             | Francia                                                             |
| 5º Montevideo 1966                                                   | Trinquete                                                           | paleta cuero                                                        | C. Bernal - N. Iroldi                                               | Uruguay                                                             |
| 5º Montevideo 1966                                                   | Frontón 30m                                                         | paleta goma                                                         | J. Becerra - R. Rendón                                              | México                                                              |
| 5º Montevideo 1966                                                   | Trinquete                                                           | paleta goma masculina                                               | Juan Andrade - Rodolfo Ibarra                                       | Argentina                                                           |
| 6º San Sebastián 1970                                                | Frontón corto                                                       | paleta cuero                                                        | Ancizu - Reizabal                                                   | España                                                              |
| 6º San Sebastián 1970                                                | Trinquete                                                           | paleta cuero                                                        | C. Bernal - N. Iroldi                                               | Uruguay                                                             |
| 6º San Sebastián 1970                                                | Frontón 30m                                                         | paleta goma                                                         | J. Becerra - R. Rendon                                              | México                                                              |
| 6º San Sebastián 1970                                                | Trinquete                                                           | paleta goma masculina                                               | Arnaldo Olite - Jorge Utge                                          | Argentina                                                           |
| 7º Montevideo 1974                                                   | Frontón corto                                                       | paleta cuero                                                        | Ricardo Bizzozero - Jorge Utge                                      | Argentina                                                           |
| 7º Montevideo 1974                                                   | Trinquete                                                           | paleta cuero                                                        | Ricardo Bizzozero - Jorge Utge                                      | Argentina                                                           |
| 7º Montevideo 1974                                                   | Frontón 30m                                                         | paleta goma                                                         | Aarón Sehter - Domingo Olite - Ángel Armas                          | Argentina                                                           |
| 7º Montevideo 1974                                                   | Trinquete                                                           | paleta goma masculina                                               | Arnaldo Olite - Horacio Porzio                                      | Argentina                                                           |
| 8º Biarritz 1978                                                     | Frontón corto                                                       | paleta cuero                                                        | M. Beltrán - J. Musi                                                | México                                                              |
| 8º Biarritz 1978                                                     | Trinquete                                                           | paleta cuero                                                        | C. Bernal - N. Iroldi                                               | Uruguay                                                             |
| 8º Biarritz 1978                                                     | Frontón 30m                                                         | paleta goma                                                         | Ángel Armas - Carlos Jaunarena                                      | Argentina                                                           |
| 8º Biarritz 1978                                                     | Trinquete                                                           | paleta goma masculina                                               | Alejandro Tarducci - Rodolfo Bazán                                  | Argentina                                                           |
| 9º México 1982                                                       | Frontón corto                                                       | paleta cuero                                                        | Ricardo Bizzozero - Abraham Ramírez                                 | Argentina                                                           |
| 9º México 1982                                                       | Trinquete                                                           | paleta cuero                                                        | Ricardo Bizzozero - Juan Miró                                       | Argentina                                                           |
| 9º México 1982                                                       | Frontón 30m                                                         | paleta goma                                                         | Ángel Armas - Héctor Fale                                           | Argentina                                                           |
| 9º México 1982                                                       | Trinquete                                                           | paleta goma masculina                                               | Eduardo Ross - Ramón Ross                                           | Argentina                                                           |
| 10º Vitoria 1986                                                     | Frontón corto                                                       | paleta cuero                                                        | Oscar Insausti - Juan Pablo García                                  | España                                                              |
| 10º Vitoria 1986                                                     | Trinquete                                                           | paleta cuero                                                        | Pablo Irigoitía - Fernando Elortondo                                | Argentina                                                           |
| 10º Vitoria 1986                                                     | Frontón 30m                                                         | paleta goma                                                         | J. Salazar - E. Salazar                                             | México                                                              |
| 10º Vitoria 1986                                                     | Trinquete                                                           | paleta goma masculina                                               | Juan Miró - Sergio Supan - José Arrechea                            | Argentina                                                           |
| 11º Cuba 1990                                                        | Frontón corto                                                       | paleta cuero                                                        | Oscar Insausti - Juan Pablo García                                  | España                                                              |
| 11º Cuba 1990                                                        | Trinquete                                                           | paleta cuero                                                        | Fernando Elortondo - Fernando Abadía                                | Argentina                                                           |
| 11º Cuba 1990                                                        | Frontón 30m                                                         | paleta goma                                                         | R. Flores - J. Flores                                               | México                                                              |
| 11º Cuba 1990                                                        | Trinquete                                                           | paleta goma masculina                                               | Eduardo Ross - Ramón Ross                                           | Argentina                                                           |
| 12º San Juan de Luz 1994                                             | Frontón corto                                                       | paleta cuero                                                        | Arrosagarai - Latxage                                               | Francia                                                             |
| 12º San Juan de Luz 1994                                             | Trinquete                                                           | paleta cuero                                                        | Fernando Elortondo - Fernando Abadía                                | Argentina                                                           |
| 12º San Juan de Luz 1994                                             | Frontón 30m                                                         | paleta goma                                                         | Homero Hurtado - E. Salazar                                         | México                                                              |
| 12º San Juan de Luz 1994                                             | Trinquete                                                           | paleta goma masculina                                               | Gerardo Romano - Eduardo Ross                                       | Argentina                                                           |
| 12º San Juan de Luz 1994                                             | Trinquete                                                           | paleta goma femenina                                                | Harán - Seilhan                                                     | Francia                                                             |
| 13º México 1998                                                      | Frontón corto                                                       | paleta cuero                                                        | Kiko Casado - Raúl Oroz                                             | España                                                              |
| 13º México 1998                                                      | Trinquete                                                           | paleta cuero                                                        | C. Algarbe - D. Rolletini                                           | Argentina                                                           |
| 13º México 1998                                                      | Frontón 30m                                                         | paleta goma                                                         | Gastón Muñoz - M. Franco                                            | Argentina                                                           |
| 13º México 1998                                                      | Trinquete                                                           | paleta goma masculina                                               | J. Miró - W. Pirera                                                 | Argentina                                                           |
| 13º México 1998                                                      | Trinquete                                                           | paleta goma femenina                                                | J. Lopetegui - J. Larrarte                                          | España                                                              |
| 14º Pamplona 2002                                                    | Frontón corto                                                       | paleta cuero                                                        | Larrea - Raúl Oroz                                                  | España                                                              |
| 14º Pamplona 2002                                                    | Trinquete                                                           | paleta cuero                                                        | Cazemayor - Bergerot                                                | Francia                                                             |
| 14º Pamplona 2002                                                    | Frontón 30m                                                         | paleta goma                                                         | Javier Nicosia - Marcelo Franco                                     | Argentina                                                           |
| 14º Pamplona 2002                                                    | Trinquete                                                           | paleta goma masculina                                               | J. Miró - Luis Cimadamore                                           | Argentina                                                           |
| 14º Pamplona 2002                                                    | Trinquete                                                           | paleta goma femenina                                                | Leiza - Housset                                                     | Francia                                                             |
| 15º México 2006                                                      | Frontón corto                                                       | paleta cuero                                                        | Rodrigo Ledesma - Francisco Mendiburu                               | México                                                              |
| 15º México 2006                                                      | Trinquete                                                           | paleta cuero                                                        | Sergio Gabriel Villegas - Jorge Villegas                            | Argentina                                                           |
| 15º México 2006                                                      | Frontón 30m                                                         | paleta goma                                                         | Homero Hurtado - Alberto Rodríguez                                  | México                                                              |
| 15º México 2006                                                      | Trinquete                                                           | paleta goma masculina                                               | A.Dick, L.Cimadamore, A.Peloni, J.Vitón                             | Argentina                                                           |
| 15º México 2006                                                      | Trinquete                                                           | paleta goma femenina                                                | Leiza - Housset                                                     | Francia                                                             |
| 16º Pau 2010                                                         | Frontón corto                                                       | paleta cuero                                                        | Caballero - Skufca                                                  | España                                                              |
| 16º Pau 2010                                                         | Trinquete                                                           | paleta cuero                                                        | Sergio Gabriel Villegas - Gastón Muñoz                              | Argentina                                                           |
| 16º Pau 2010                                                         | Frontón 30m                                                         | paleta goma                                                         | Javier Nicosia - Fernando Ergueta                                   | Argentina                                                           |
| 16º Pau 2010                                                         | Trinquete                                                           | paleta goma masculina                                               | Eduardo Torres - Jorge Villegas.                                    | Argentina                                                           |
| 16º Pau 2010                                                         | Trinquete                                                           | paleta goma femenina                                                | Urkizu - Ruiz Larramendi                                            | España                                                              |
| 17º Zinacantepec 2014                                                | Frontón corto                                                       | paleta cuero                                                        | Arraya ‐ Skufca                                                     | España                                                              |
| 17º Zinacantepec 2014                                                | Trinquete                                                           | paleta cuero                                                        | Sergio Gabriel Villegas ‐ Gastón Muñoz                              | Argentina                                                           |
| 17º Zinacantepec 2014                                                | Frontón 30m                                                         | paleta goma masculina                                               | Rodríguez                                                           | México                                                              |
| 17º Zinacantepec 2014                                                | Frontón 30m                                                         | paleta goma femenina                                                | Castillo ‐ Flores                                                   | México                                                              |
| 17º Zinacantepec 2014                                                | Trinquete                                                           | paleta goma masculina                                               | Gastón Inchausti ‐ Alfredo Villegas                                 | Argentina                                                           |
| 17º Zinacantepec 2014                                                | Trinquete                                                           | paleta goma femenina                                                | Etchelecu ‐ Chapelet                                                | Francia                                                             |
| 18° Barcelona 2018                                                   | Frontón corto                                                       | paleta cuero                                                        | Skufca - Labiano Redondo - Zubiri Moro - Sanz Buey                  | España                                                              |
| 18° Barcelona 2018                                                   | Trinquete                                                           | paleta cuero                                                        | Lascoiti - Moral Valles - Ansó Navarro - Ramos Ruiz                 | España                                                              |
| 18° Barcelona 2018                                                   | Frontón 30m                                                         | paleta goma masculina                                               | Arturo Rodríguez Faisal - Molina                                    | México                                                              |
| 18° Barcelona 2018                                                   | Frontón 30m                                                         | paleta goma femenina                                                | Etchelecu - Housset Chapelet - Iturria - Iturrino                   | Francia                                                             |
| 18° Barcelona 2018                                                   | Trinquete                                                           | paleta goma masculina                                               | Facundo Andreasen - Santiago Andreasen - Basualdo - Narbaits        | Argentina                                                           |
| 18° Barcelona 2018                                                   | Trinquete                                                           | paleta goma femenina                                                | Etchelecu - Housset Chapelet - Halsouet - Leiza                     | Francia                                                             |
| Fuente: Historia de los Campeonatos Mundiales de Pelota Vasca. FIPV. |                                                                     |                                                                     |                                                                     |                                                                     |

## Jugadores
En general son los jugadores argentinos los que se han destacado en la práctica de la pelota paleta, sobre todo en la disciplina de paleta goma en trinquete masculino, donde nunca fueron derrotados en un campeonato mundial.
Entre los pelotaris argentinos destacados se encuentran, Aarón Sehter, el pelotari más galardonado y laureado en la historia de la Pelota, ganador de trece títulos mundiales y un récord de 120 partidos sin derrotas, Ricardo Bizzozero, Juan Labat, Roberto Elías, los hermanos Olite, www.angelarmas.com.ar y más cerca en el tiempo Eduardo y Ramón Ross,Angel valles, Franco “Gallego” Martinez, Juan Miró, Gastón Muñoz, Luis Cimadamore, Javier Nicosia, Juan Manuel Verón, los hermanos Gabriel y Alfredo Villegas, y los ascendentes hermanos Andreasen y el presente actual como Nicolas Berruezo, Federico Fernandez, entre otros. 
Entre los pelotaris no argentinos se destacan los uruguayos C. Bernal y N. Iroldi, el francés P. Bareits, los mexicanos J. Becerra y R. Rendón, así como los españoles Oscar Insausti y Juan Pablo García, que pasaron ambos a categoría profesional.
Entre las pelotaris se destaca la dupla francesa Leiza y Housset, ganadoras de los campeonatos mundiales de 2002 y 2006.